# دونكان كينيدي (فيلسوف)
دونكان كينيدي (بالإنجليزية: Duncan Kennedy)‏ هو فيلسوف أمريكي، ولد في 1942 في واشنطن العاصمة في الولايات المتحدة.